# Micromyrtus triptycha
Micromyrtus triptycha är en myrtenväxtart som beskrevs av Barbara Lynette Rye. Micromyrtus triptycha ingår i släktet Micromyrtus och familjen myrtenväxter. Inga underarter finns listade i Catalogue of Life.